# Graham Coxon
Graham Leslie Coxon (Rinteln, Alemania, 12 de marzo de 1969) es un músico inglés, guitarrista y corista de la banda de britpop Blur, que ha integrado intermitentemente y con la que ha lanzado ocho álbumes de estudio. Además, por su condición de compositor y multinstrumentista, ha hecho carrera como solista y ha publicado discos y bandas sonoras.

## Biografía

### Primeros años
Coxon nació el 12 de marzo de 1969 en Alemania, donde su padre, un militar inglés llamado Bob, estaba destinado como director de la orquesta del ejército. Su madre, Pauline, trabajaba para la empresa de alimentos Nestlé. Cuando tenía cinco años, su familia regresó a su originaria Derbyshire para vivir con su abuelo, aunque tres años después volvieron a mudarse, esta vez a Colchester. De muy joven, tras fascinarse con la película The Ipcress File y más concretamente con el personaje Harry Palmer, contempló la idea de dedicarse a la actuación en el futuro. Al mismo tiempo, se adentró en la música oyendo primero el trabajo de The Beatles y, luego, los de Paul Weller y Pete Townshend.
A los trece años, coincidió en The Stanway School con Damon Albarn, quien acabó convirtiéndose en su mejor amigo. Cuando egresaron de la secundaria, se mudaron juntos a Londres. Entre 1987 y 1989 estudió bellas artes en la Goldsmiths, University of London, donde se involucró en dos movimientos creativos surgidos en ese lugar: los artistas visuales conocidos como Young British Artists y un rejunte de grupos musicales que estaban buscando un nuevo sonido, al que más adelante se denominaría Britpop. Cuando Alex James y Dave Rowntree se sumaron al proyecto musical que Coxon y Albarn estaban concibiendo, el guitarrista atravesó una serie de dudas acerca de seguir los estudios o abandonarlos para dedicarse a la banda. Finalmente, Blur comenzó a despegar y, por sugerencia del director de la universidad, optó por dejar la colegiatura.

### Blur
El cuarteto comenzó a realizar funciones cuando el artista aún iba a la universidad, con este haciéndose cargo de la ejecución de la guitarra, además del bajo, el saxofón, la batería, entre otros instrumentos, pero en el estudio. En la década de 1990, se consolidaron en la industria musical como una banda vanguardista y lanzaron temas de gran éxito comercial tales como «Parklife», «Girls & Boys», «Song 2», «Tender» y tantos otros que destacan por los riffs de guitarra de Coxon. No así, las críticas de la prensa tendían a elogiar a Oasis, con quienes Blur mantuvo la llamada «batalla del Britpop», por sobre la banda de Coxon, cosa que evidenció la recepción de (What's The Story) Morning Glory?, que en ese sentido eclipsó a The Great Escape.

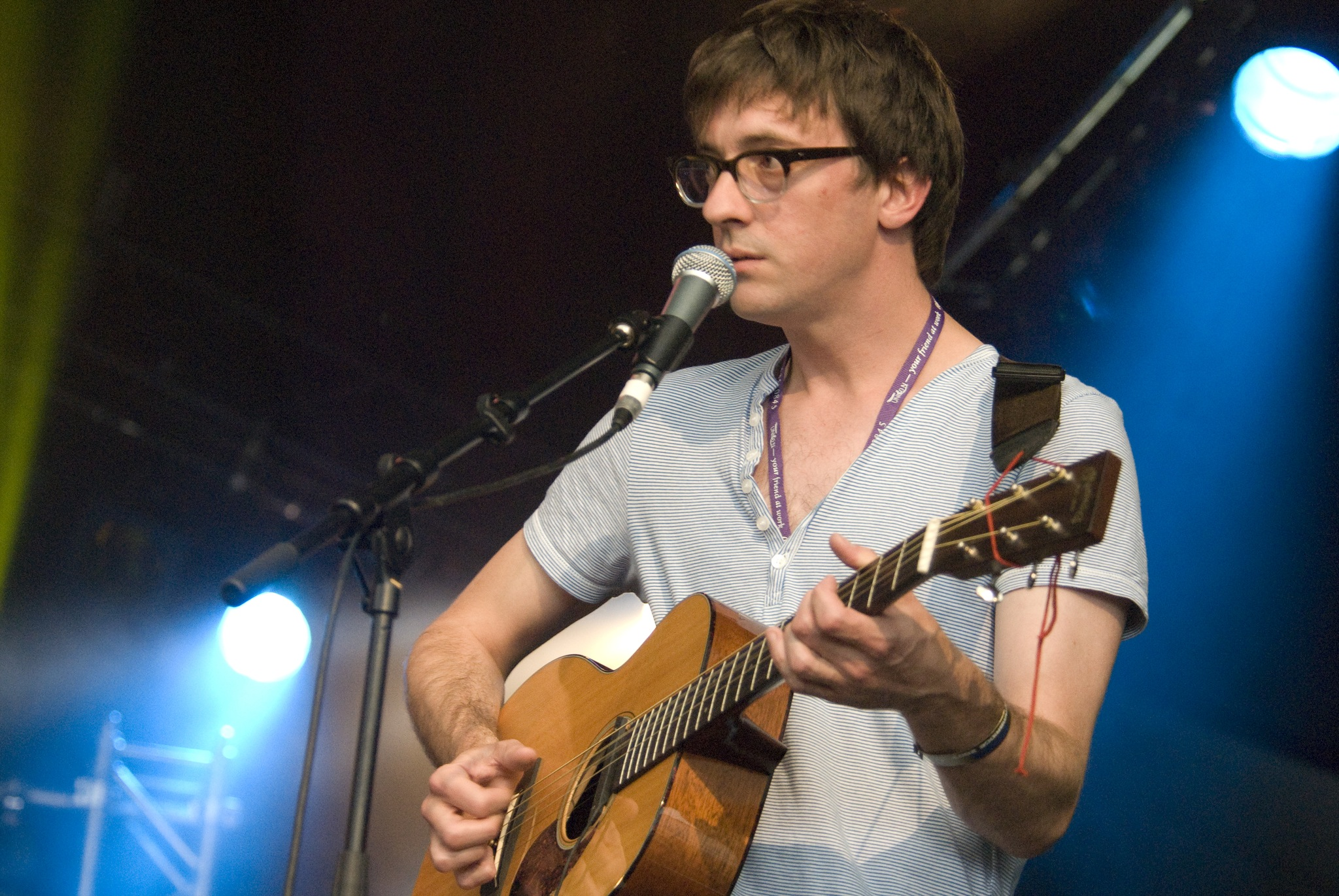
Coxon en una presentación en 2001

Para 1995, Coxon, que de por sí siempre había contrarrestado con las personalidades joviales de sus compañeros, no estaba satisfecho con el rumbo que habían tomado como conjunto y advirtió que videos musicales como el de «Country House» le parecían sugerentes y muy incómodos de hacer. No era de su agrado tampoco el hecho de que, viniendo él de un entorno de bajos recursos, los miembros de Oasis fueran catalogados como los «humildes», mientras los de Blur supuestamente provenían de clase alta. El artista respondía a esa percepción exclamando: «Tuve crianza militar y vengo de las Tierras Medias. ¡Soy de clase trabajadora!»
Como se sentía limitado creativamente, resolvió cambiar el sonido enteramente pop de Blur por uno más experimental, para así «escapar de una rutina que nos encasillaba y no nos dejaba crecer», patrón que comenzó en el álbum Blur (1996) y fue más notorio ya en 13 (1999). Por aquel entonces marcó precedentes en su trabajo, pues por primera vez compuso la letra de una canción, «You're So Great», además de volcar su lado artístico en el diseño de la portada de 13. A partir de ese momento, comenzó a asumir el papel de letrista con frecuencia, al verlo como una manera práctica de expresión. Fue expulsado de Blur en 2001, después de ausentarse de la grabación de Think Tank para solucionar sus problemas de adicción. Posteriormente, el guitarrista declaró:

Es una situación compleja. Sigo desconcertado respecto a los motivos por los que me echaron, aunque está claro que los decepcioné: fui a rehabilitarme en lugar de grabar el nuevo álbum, pero era algo que tenía que hacer. [...] Al final, me vino bien: me tomé un tiempo, cuidé de mi hija y estuve en casa.

Tras su salida, la banda tuvo poca actividad y después entró en pausa. El cuarteto se reunió en 2009 para una serie de presentaciones en vivo, encabezar el Festival de Glastonbury y el estreno de un documental basado en ellos, No Distance Left To Run. Coxon y compañía continuaron trabajando juntos y publicaron tres sencillos antes del lanzamiento de su primer álbum en doce años, The Magic Whip (2015). Con el tiempo, el guitarrista se hastió de tocar el mismo material y coincidió con Albarn en que debían producir otro álbum, el posteriormente titulado The Ballad of Darren (2023). En opinión de Coxon, el disco comprende canciones en remembranza de algunos de sus temas antiguos, y citó «Scary Monsters» a modo de ejemplo, pues en esa ocasión creó un sonido similar al de «Parklife».

### Otros proyectos
En 1997 emprendió ejercicios de escritura de canciones como sugerencia de un guionista cinematográfico, cosa que con los años ha compaginado con la exposición de su arte. Antes de marcharse de Blur, había producido tres álbumes en solitario: The Sky Is Too High (1998), The Golden D (2000) y Crow Sit on Blood Tree (2001), que lanzó bajo su propia discográfica, Transopic, y que entremezclaban folk, garage rock, música acústica, entre otros géneros. Continuó con esa tarea tras desbandarse y publicó The Kiss of Morning (2002), Happiness in Magazines (2004), Love Travels at Illegal Speeds (2006), el álbum doble en vivo Burnt to Bitz: At the Astoria (2006), el álbum conceptual The Spinning Top (2009) y A+E (2012), este último con tintes de krautrock.

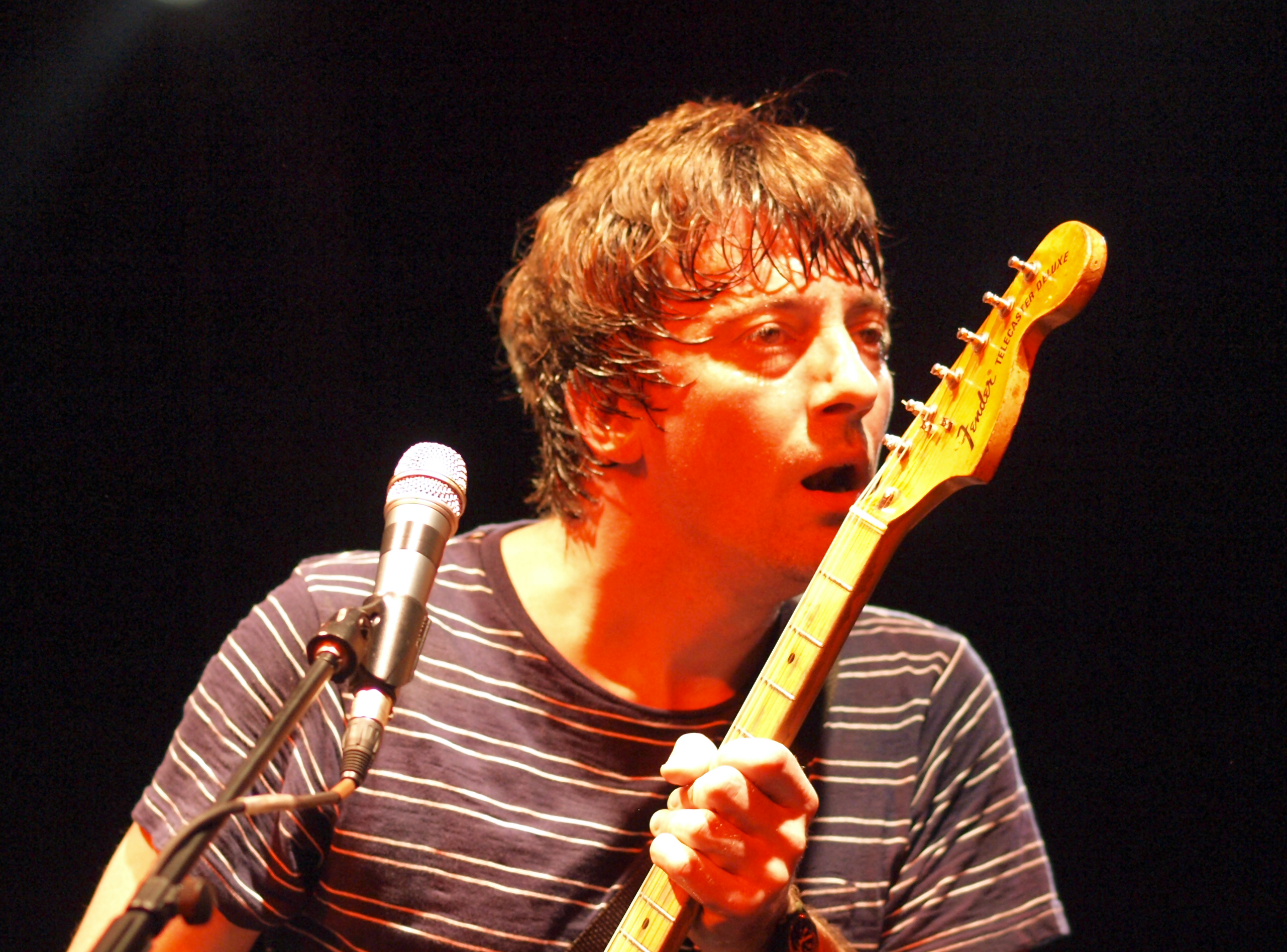
Coxon actuando en Cambridge Junction en 2012

Ha emprendido también colaboraciones con otros artistas, entre las que destacan el sencillo de 2007 de Paul Weller «This Old Town»; el álbum de 2009 de Pete Doherty Grace/Wastelands; y el disco debut de Rat Boy, Scum (2017). Paralelamente, creó la banda sonora de dos series de Netflix: The End of the F***ing World y Esta mierda me supera, además de fungir como guitarrista y uno de los compositores de Future Past, de Duran Duran. En agosto de 2021 publicó la música de la novela gráfica Superstate, escrita por Alex Paknadel y Helen Mullane, cuyas quince historias están acompañadas de una canción para cada una.
Coxon entabló una relación profesional con Rose Dougall poco después de conocerla a fines de 2020, en una presentación musical benéfica en virtud de la pandemia de coronavirus de ese año. Al músico le pareció que, con su guitarra, podía complementarse de buena manera con la tecladista, con quien compartía gusto por las obras de Bert Jansch e Irma Thomas, aunque estos artistas no influyeron en ellos a la hora de componer el álbum The Waeve, publicado a inicios de 2023. A este siguió City Lights, que sacaron al mercado en el 20 de septiembre de 2024 y que está encabezado por el tema «You Saw».

## Imagen pública
Coxon integró una de las bandas más populares de la década de 1990 y se lo reconoce como uno de los mejores guitarristas de su época. Un periodista de Rolling Stone lo definió como el «guitarrista definitivo de la generación brit-pop, devenido solista inquieto capaz de canalizar el espíritu lo-fi y la rabia punk, pero también con el talento suficiente para aportar pinceladas de psicodelia y folk». Sus riffs de guitarra en Blur, que tuvieron gran repercusión, eran de sonido «contagioso» y estaban inspirados en los de la década de 1950. Al margen de ello, fue capaz de trasportar el éxito grupal a su carrera en solitario.
En la iconografía de Coxon destacan sus grandes gafas, su corte de cabello de tazón y la tendencia a vestir camisetas a rayas, que, sumada su personalidad «bastante tímida y muy inglesa», le dieron la imagen de «softboi», un hombre que no es masculino en el sentido tradicional. El aspecto del artista se mantuvo prácticamente igual con el correr de los años. En un artículo de The Independent, se lo describió como «un hombre preocupado. Pesimista confeso, se preocupa por el estado del mundo y prefiere su propia compañía a la de los demás [...] Veintidós años después de empezar su carrera, tanto como solista como integrante de una de las bandas más exitosas de Gran Bretaña, todavía le preocupa cómo lo percibe la gente».

## Vida privada
Coxon sufrió de ansiedad desde muy joven y en la adolescencia desarrolló alcoholismo, al ver que la bebida lo desinhibía en algunas tesituras sociales. En la década de 1990 salió con la bajista de la banda de punk Huggy Bear, Jo Johnson. Hacia 2001, la situación con la bebida se volvió incontrolable, por lo que ingresó a rehabilitación y, finalmente, se volvió abstemio gracias al programa de Alcohólicos Anónimos. Esa época coincidió con el nacimiento de su primera hija, Pepper, a quien tuvo con la que había sido su pareja durante mucho tiempo, Anna Norlander. La separación de esta poco después lo «abrumó y entristeció». En 2006 inició una relación con una fotógrafa llamada Essy Syed, con quien se casó, tuvo a su hija Dorelia y acabó divorciándose. A fines de 2022, tuvo un hijo con Rose Dougall, su compañera de The Waeve. Por ese entonces, publicó sus memorias, Verse, Chorus, Monster!